# Hassan Raghab
Hassan Raghab (in arabo حسن راغب‎?; 1909 – 1º ottobre 1973) è stato un calciatore egiziano, di ruolo centrocampista.

## Carriera
Prese parte con la Nazionale egiziana ai Mondiali del 1934.